# صموئيل ماغوان
صموئيل ماغوان (بالإنجليزية: Samuel Magowan)‏ هو سياسي بريطاني (وحمل سابقاً جنسية المملكة المتحدة لبريطانيا العظمى وأيرلندا)، ولد في 5 فبراير 1910، وتوفي في 1976. انتخب عضو برلمان أيرلندا الشمالية.